# Степаненко, Игорь Дмитриевич
Игорь Дмитриевич Степаненко (27 сентября (10 октября) 1914, поселок Глобино Полтавской губернии, теперь город Полтавской губернии — 20 декабря 1997, Киев) — советский партийный деятель, депутат Верховного Совета УССР 6-10-го созывов. Кандидат в члены ЦК КПУ в 1961 — 1966 г. Член ЦК КПУ в 1966 — 1986 г. Кандидат технических наук.

## Биография
Родился в семье служащего.
В 1932 году окончил Кременчугский индустриальный техникум.
В 1932 — 1934 г. — техник-механик Харьковского тракторного завода.
В 1934 — 1939 г. — обучение в Киевском химико-технологическом институте пищевой промышленности.
В 1939 — 1941 г. — главный механик Новобыковского сахарного завода Черниговской области. В 1941 — 1942 г. — сменный инженер Фрунзенского сахарного завода, начальник ТЭЦ Новотроицкого сахарного завода Киргизской ССР.
В 1942 — 1945 г. — служил в Красной армии, был помощником начальника, начальником военно-технического снабжения стрелковой дивизии. Воевал на Южном, 4-м и 1-м Украинском, Карельском, Ленинградском, 3-м Белорусском и Забайкальском фронтах.
В 1943 году стал членом ВКП(б).
В 1945 — 1954 г. — главный инженер Новобыковского сахарного завода Черниговской области; главный инженер сахарных заводов в Курской области РСФСР.
В 1954 — 1956 г. — главный инженер Черкасского сахаротреста. В 1956 — 1960 г. — управляющий Черкасским сахаросвеклотрестом.
В мае 1960 — январе 1961 г. — заместитель председателя Совета народного хозяйства Харьковского экономического административного района.
В январе 1961 — декабре 1962 г. — председатель исполнительного комитета Черкасского областного Совета депутатов трудящихся.
В декабре 1962 — октябре 1965 г. — председатель Совета народного хозяйства Подольского (Юго-Западного) экономического района.
23 октября 1965 — 31 октября 1966 г. — министр пищевой промышленности Украинской ССР.
31 октября 1966 года — 4 января 1985 г. — заместитель Председателя Совета Министров Украинской ССР.
С января 1985 года — на пенсии в Киеве.

## Воинские звания
- старший техник-лейтенант
- капитан

## Награды
- орден Октябрьской Революции (08.12.1973)
- орден Отечественной войны I степени (16.10.1945)
- 2 ордена Отечественной войны II степени (18.04.1945; 11.03.1985)
- 4 ордена Трудового Красного Знамени (26.02.1958; 21.10.1964; 25.10.1971; 22.12.1977)
- орден Дружбы народов (09.10.1984)
- орден Красной Звезды (31.07.1944)
- медаль «За боевые заслуги» (31.12.1943)
- медали

## Ссылка
- (рус.)Справочник по истории Коммунистической партии и Советского Союза 1898—1991